# NGC 1419
NGC 1419 je galaksija u zviježđu Eridan.

## Vanjske poveznice
- SEDS: NGC 1419